# Piedade (São Tomé i Príncipe)
Piedade és una localitat de São Tomé i Príncipe. Es troba al districte de Mé-Zóchi, al nord-est de l'illa de São Tomé. La seva població és de 1.587 (2008 est.). Està connectada amb la Rua 3 de Fevereiro que forma part de l'EN3 que surt de la capital i acaba a Monte Café. A la vora hi ha Trindade a l'est i Batepá al nord-oest.

## Evolució de la població
| 2001  | 2008  |
| 1.392 | 1.587 |

## Educació
A mitjans de 2000, es va obrir el Centre de Millora Tècnica Agrícola; quan la Universitat de São Tomé i Príncipe va ser fundada el 2014, es va convertir en el Centre d'Estudis pel Desenvolupament.